# Joseph Traugott Klein
Joseph Traugott Klein, magyarosan Klein József Traugott (Besenyő (románul: Viișoara, korábban Beșineu, németül: Heidendorf, szász nyelven Heendref), Beszterce-Naszód vármegye, 1781. augusztus 11. – 1827. március 30.) ágostai evangélikus lelkész.

## Élete
Besenyőn született, ahol apja Joseph Klein lelkész volt. Neveltetését az atyai háznál nyerte és Henrich Dániel magántanító oktatta a latin nyelvre. 1798. május 1-jén hagyta el az atyai házat és Nagyszebenbe ment gimnáziumba. Különösen a mennyiségtan iránt viseltetett előszeretettel, ezen tudományág iránt kiváltképp G. D. Neugeboren serkentette. 1802. szeptember 2-án indult külföldre és október 12-én iratkozott be a jenai egyetemre, ahol két évig tanult. 
1804. augusztus 28-án hagyta el Jenát, majd Németország több városát meglátogatta. Utazását nagyobb részt gyalog tette meg és október 1-jén érkezett Nagyszebenbe és október 25-én apjához Besztercére. 1805. május 24-én ugyanott a gimnáziumnál rendkívüli tanárnak alkalmazták, 1807. december 12-én rendes tanár és 1809. november 25-én a gimnázium rektora lett. Az ő érdeme, hogy az intézet felvirágzását elősegítette és a kellő fizikai eszközökkel ellátta. 1817-ben Bessenyő választotta meg lelkészének és ezen hivatalát június 12-én foglalta el. 
Tíz év múlva a beszterceiek hívták meg lelkészüknek; itt azonban rövid ideig működött, mert két hónappal beiktatása után 1827. március 30-án hagymáz áldozata lett.

## Munkái
Cikkeket írt a budai Gemeinnützige Blätterbe (1813 körül); a Siebenb. Provinzialblätterbe (III. 1808. Empfindungen auf einer Reise durch Vásárhely und Demsus im Hunyader comitat. Költemény.) Kéziratban hátrahagyott egyik legbecsesebb munkáját: Geschicte der Deutschen in Nord-Siebenbürgen címmel Kramer M. közölte a szerző életrajzával a beszterci ág. ev. főgimnázium Programmjában (1871).
Kéziratban lévő munkái:
Geschichte des Bistritzer Kapitels verbunden mit der Zehendgeschichte deselben aus Urkunden des Kaitular-Archivs zusammengetragen; Eine statistische Geographie Siebenbürgens; Daten zur Geschichte der Verfassung Siebenbürgens; Siebenbürgische Annalen vom Jahre 1103 bis 1711.; Eine Zeitgeschichte (1809., 1810.) és külföldi utazási naplója.